# Leptotarsus halteratus
Leptotarsus halteratus är en tvåvingeart som först beskrevs av Alexander 1923.  Leptotarsus halteratus ingår i släktet Leptotarsus och familjen storharkrankar. Inga underarter finns listade i Catalogue of Life.